# ألفرد لوريتز
ألفرد لوريتز (بالألمانية: Alfred Loritz)‏ هو محامي وسياسي ألماني، ولد في 24 أبريل 1902 بميونخ في ألمانيا، وتوفي في 14 أبريل 1979 بفيينا في النمسا. حزبياً، نشط في Economic Reconstruction Union ‏ وEconomic Party (Germany) ‏. انتخب عضو مجلس الشورى الموحد لبافاريا وانتخب عضو في البوندستاغ الألماني خلال فترته النيابية ‏ (7 سبتمبر 1949 – 7 سبتمبر 1953).

## روابط خارجية
- ألفرد لوريتز على موقع مونزينجر (الألمانية)